# 225238 Христо Ботев
Вижте пояснителната страница за други значения на Ботев.
225238 Христо Ботев е астероид, наречен на известния български революционер Христо Ботев.
Открит е на 17 август 2009 година от българския екип Обсерватория „Звездно общество“ с ръководител д-р Филип Фратев. Първоначалното, условно обозначение на астероида е 2009QJ5 (225238). Българските откриватели предлагат името на големия революционер, а година по-късно Комитетът за именуване на малки тела в Слънчевата система одобрява предложението им.